# Beuzeville-la-Bastille
Beuzeville-la-Bastille – miejscowość i gmina we Francji, w regionie Normandia, w departamencie Manche.
Według danych na rok 1990 gminę zamieszkiwało 166 osób, a gęstość zaludnienia wynosiła 38 osób/km² (wśród 1815 gmin Dolnej Normandii Beuzeville-la-Bastille plasuje się na 720. miejscu pod względem liczby ludności, natomiast pod względem powierzchni na miejscu 934.).